# Amanita muscaria
L'ovolo malefico (Amanita muscaria L., 1783) è un fungo velenoso e psicoattivo, tra i più appariscenti del bosco.

## Etimologia
Dal latino muscarius, attinente alle mosche, per le sue proprietà moschicide.

## Descrizione della specie

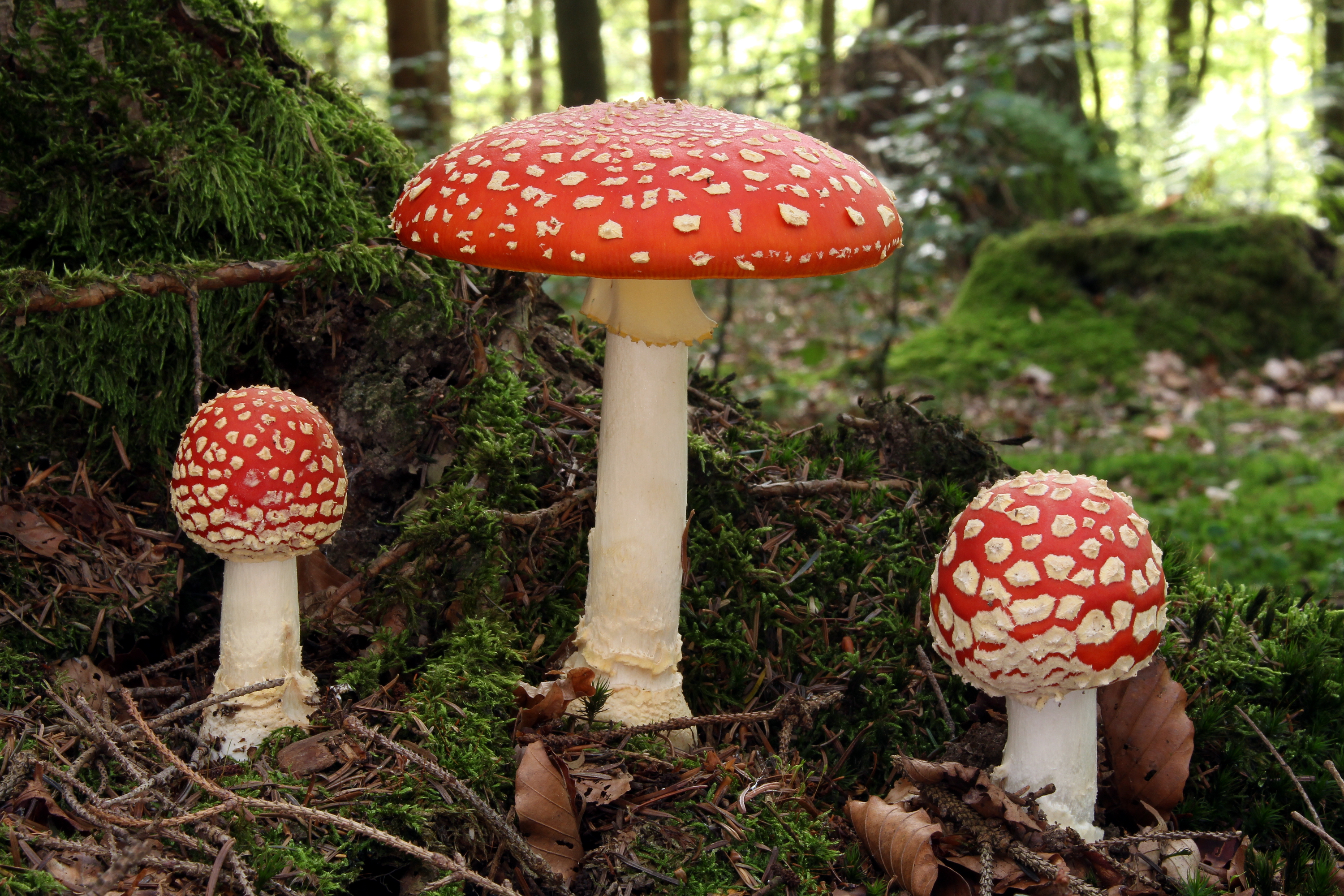
Esemplari di Amanita muscaria nel loro habitat

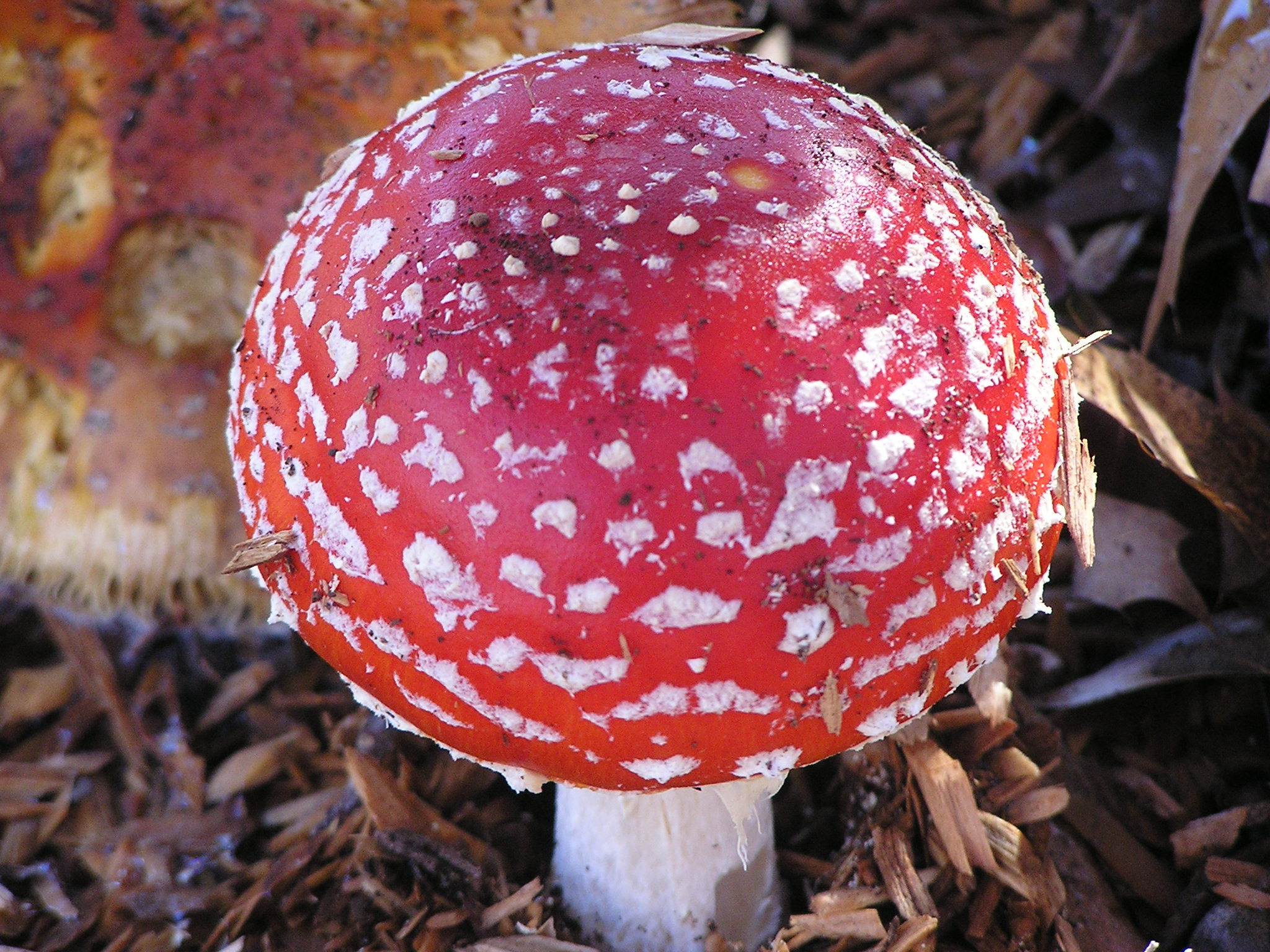
Esemplare cresciuto a Canberra Australia

### Cappello
Da 8 a 20 cm di diametro, colore da rosso vermiglio a rosso acceso, raramente giallastro, cosparso di verruche bianche o gialle (resti del velo); orlo liscio, ma striato nel senso delle lamelle; cuticola viscida a tempo umido, facilmente staccabile dal cappello. Allo stato giovanile è chiuso e a forma emisferica che, una volta maturo, si apre assumendo la consueta forma a fungo.

### Lamelle
Fitte, libere, bianche, talvolta volgenti al giallo-limone, con lamellule. Le lamelle sviluppano l'imenio, la parte fertile del fungo dalla quale si formano le spore.

### Gambo
Cilindrico e slanciato, bulboso alla base, bianco e portante anello e volva. Nettamente bulboso alla base, pieno poi cavo, spesso squamuloso-forforaceo. Fino a 20–25 cm circa di altezza per 1-3 di spessore.

### Anello
Collocato nella parte alta del gambo, ampio, membranoso, bianco, persistente, un po' striato.

### Volva
Dissociata in fasce anulari concentriche, che avvolgono il tratto bulboso dello stipite, bianche e persistenti.

### Carne
Bianca, colore arancione sotto la cuticola del cappello.
- Odore: subnullo.
- Sapore: dolciastro.

### Caratteri microscopici

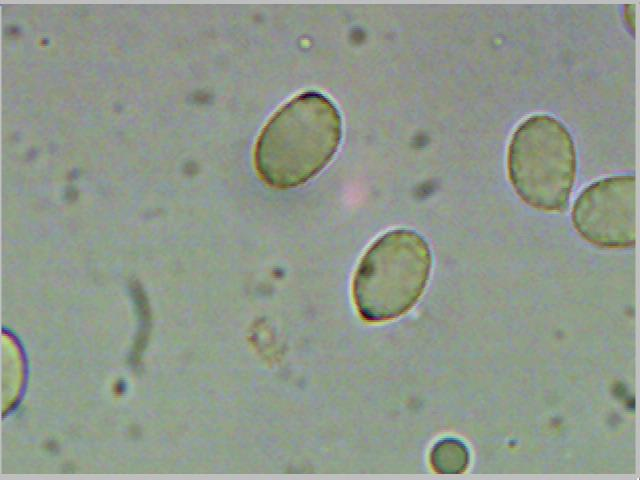
Spore

Sporebianche in massa, ovali, non amiloidi, 9-11 x 6,5-7,5 µm.

## Distribuzione e habitat
È molto diffuso in estate e autunno nei boschi di conifere e di latifoglie, più frequente sotto conifere.
Il suo habitat e il periodo di nascita lo accomunano al fungo porcino, per questo viene considerato un "fungo spia" e in alcuni luoghi viene chiamato "segnabrise".

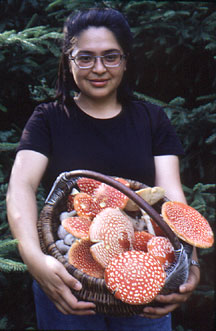
Cesto di A. muscaria raccolta per essere consumata previo trattamento di detossificazione

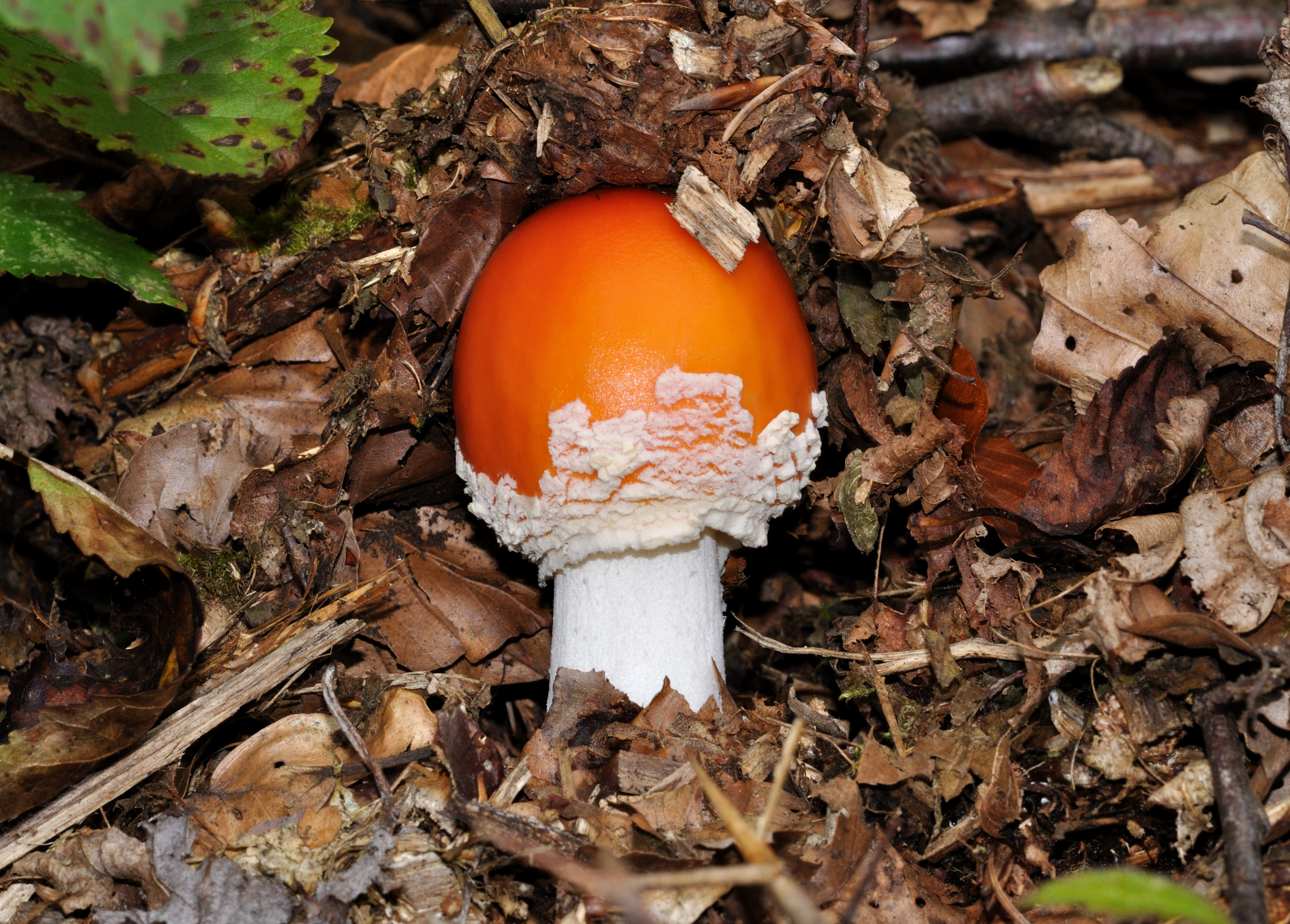
Un giovane esemplare di Amanita muscaria

## Commestibilità
Tossico
Il consumo di questo fungo causa l'insorgenza della cosiddetta sindrome panterinica, che prende il nome da un altro fungo appartenente alla stessa famiglia, Amanita pantherina. L'insorgenza di tale sindrome è dovuta alla presenza combinata di sostanze neuroattive nel fungo, come l'acido ibotenico, il muscimolo e il muscazone (la muscarina, seppur presente, sembrerebbe avere solo un ruolo marginale nell'intossicazione, data la sua concentrazione molto bassa nel fungo fresco; va ricordato che questa tossina è responsabile della sindrome muscarinica, causata da alcuni funghi dei generi Clitocybe, Inocybe e Mycena).
La sindrome panterinica è caratterizzata da manifestazioni come ebbrezza simil-alcolica, formicolio, blande allucinazioni visive e olfattive, depersonalizzazione, sensazione di sognare (stato onirico), depressione, talvolta agitazione psicomotoria, talvolta nausea e vomito.
In varie parti d'Italia, fino al diciannovesimo secolo il fungo veniva consumato dopo essere stato spurgato dal principio attivo attraverso marinatura, metodo più diffuso in Italia centrale, oppure dopo essere stato pulito dalla cuticola e bollito in acqua o latte (metodo tuttora usato nella zona del lago di Garda).
In ogni caso, per evitare intossicazioni di sorta, si consiglia caldamente di evitare il suo consumo dopo qualsiasi trattamento.

## Tassonomia

### Varietà

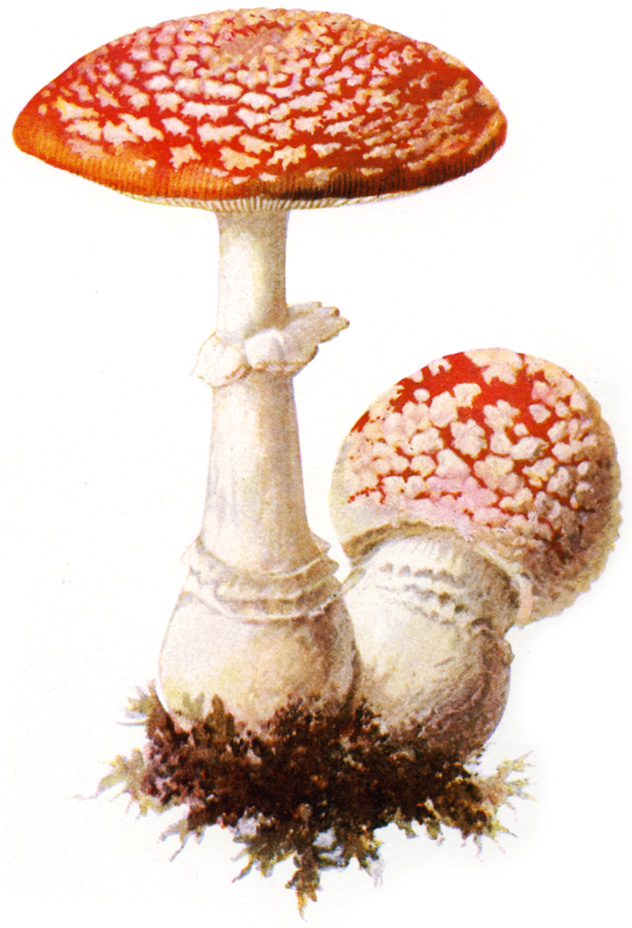
Illustrazione di A. muscaria

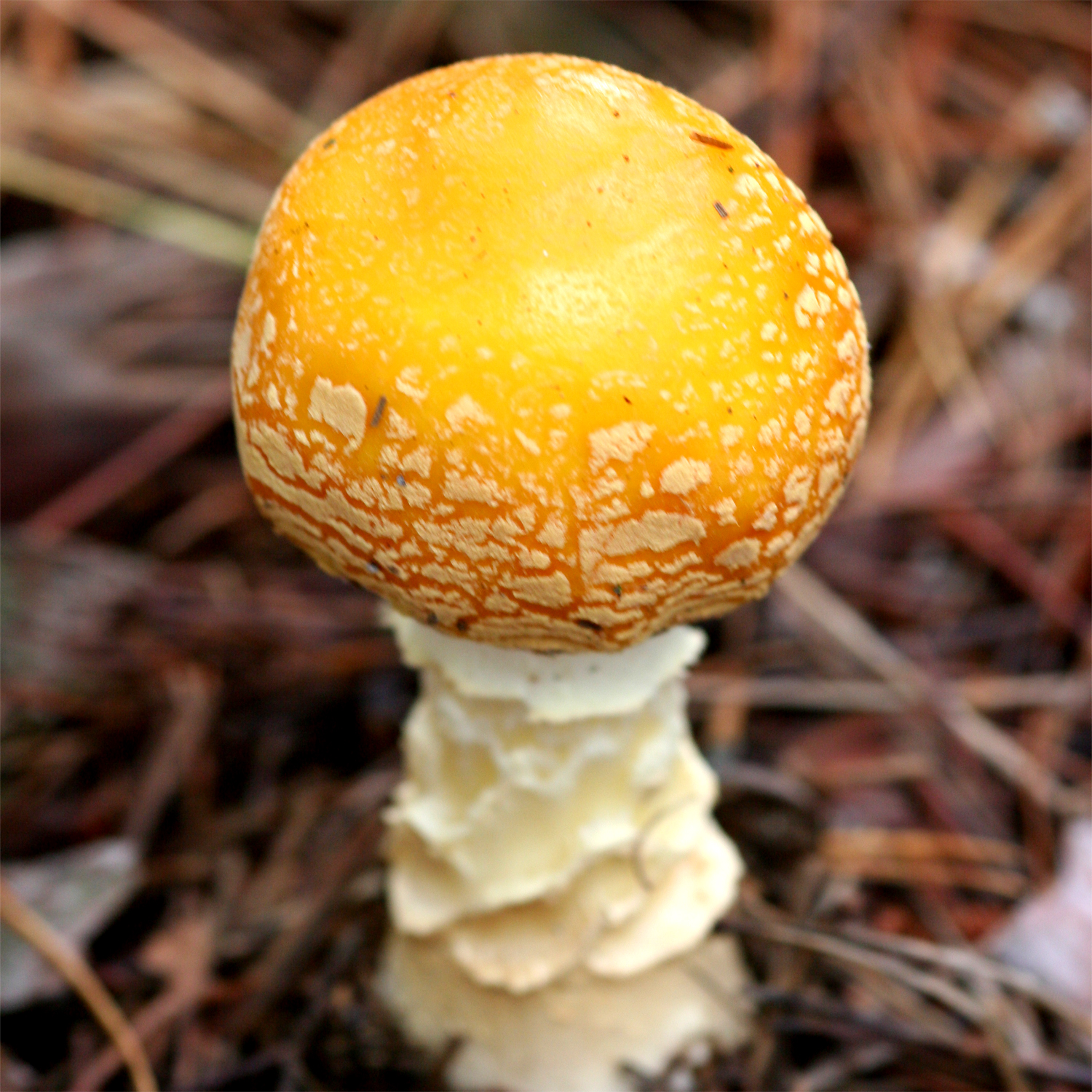
Amanita muscaria var. flavoconia

L'A. muscaria annovera diverse varietà e forme come ad esempio:
- Amanita muscaria var. aureola, con il cappello arancione e senza verruche, volva circoncisa.
- Amanita muscaria var. alba, come una normale A. muscaria, ma completamente bianca.
- Amanita muscaria var. flavivolvata
- Amanita muscaria var. flavoconia, anche nota con l'appellativo di var. Americana in quanto cresce nel nord America.
- Amanita muscaria var. formosa, con velo color giallo-oro, arancione.
- Amanita muscaria var. guessowii, cappello color rosso-arancione dorato.
- Amanita muscaria var. regalis, robusta, con cappello bruno-rossiccio ornato da verruche gialle.

### Specie simili
Nelle forme più aranciate e in assenza di verruche (per slavatura da piogge), può essere confuso dai più sprovveduti con l'Amanita caesarea, dalla quale si distingue facilmente per le lamelle bianche anziché giallo zabaione.
Attenzione: l'Amanita muscaria var. aureola può essere facilmente confusa con l'Amanita caesarea dai meno esperti.

## Chimica
Dal fungo sono state isolate numerose sostanze:
- L'unico composto contenente vanadio esistente nel regno dei Miceti.
- È presente anche la muscarina, ma in quantità minime e pertanto è da escludersi un possibile effetto velenoso. È stato infatti accertato che la muscarina è presente nella quantità di circa 2,5 mg/kg. La muscarina stimola il sistema parasimpatico provocando sudorazione, contrazione (miosi) delle pupille (effetto anti-midriatico, dato che la midriasi è il rilassamento delle pupille), diminuzione della frequenza cardiaca, sudorazione profusa e aumento della peristalsi intestinale.
- L'atropina non è presente nella A. muscaria, ma veniva utilizzata come antidoto per chi era soggetto ad avvelenamento;[7] però, invece di far passare gli effetti, li amplificava.[8]
- Gli effetti psicotropi possono essere imputabili alla bufotenina, sostanza presente anche nelle secrezioni dei rospi della specie Bufo bufo, ingrediente attivo dei "filtri delle streghe".[9]

Sono invece sostanze isolate in laboratorio come:
1. l'acido ibotenico,
2. il muscimolo,
3. il muscazone.

ad aver suscitato, nei volontari cui sono stati somministrate, esperienze psichedeliche similari a quelle provocate dal fungo.
La quantità di muscazone contenuto nel fungo può variare di molto, anche a seconda della zona di raccolta: questo spiegherebbe come mai la potenza psichedelica è incostante da fungo a fungo.
Il muscimolo, invece, viene escreto intatto per via urinaria: questo potrebbe spiegare l'abitudine, testimoniata da vari scritti, di riciclare le urine di chi ha assunto la muscaria.

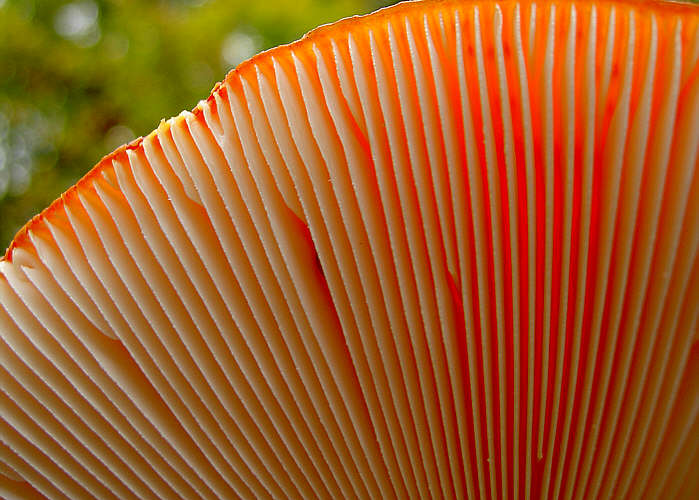
Lamelle in dettaglio

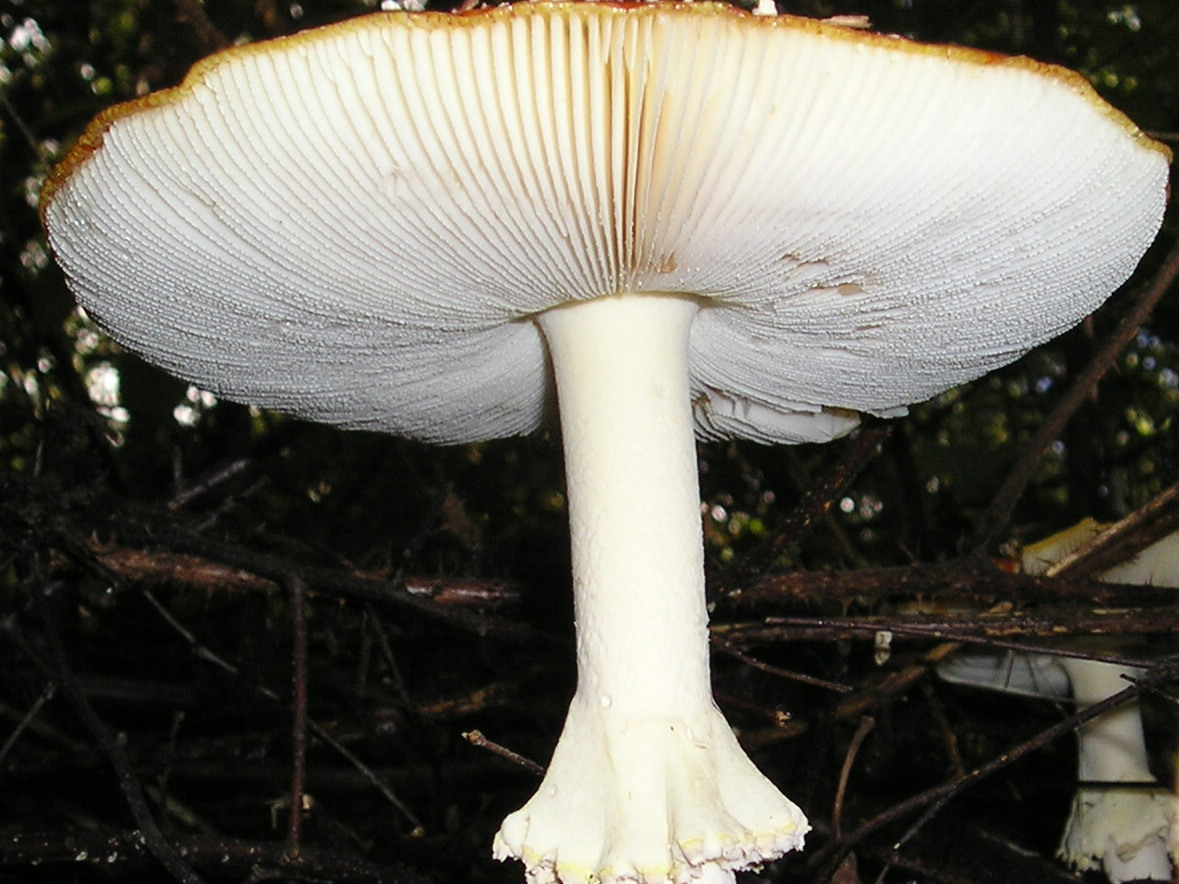
Imenio in evidenza

## Usi
Testimonianze storiche, come manufatti e pitture murali, testimoniano che le proprietà psicotrope dell'A. muscaria erano conosciute sin dai tempi antichi e che tale fungo venisse utilizzato per riti religiosi in tutto il mondo. Rappresentazioni di amanite, con buona probabilità A. muscaria, sono state ritrovate in pitture rupestri nel deserto del Sahara risalenti al Paleolitico (9000-7000 a.C.)
- In alcuni paesi europei è usato come stimolante per l'effetto neurotropico; in altri paesi, come ad esempio il Giappone, nella prefettura di Nagano[13], viene consumato dopo prolungata bollitura oppure dopo salamoia e prolungati lavaggi. Presso alcuni popoli del Nordeuropa e del Sud-America viene usato come simil-psichedelico. Le renne volanti di Babbo Natale potrebbero essere un simbolo dell'uso di A. muscaria da parte del popolo Sami[14].
- Nel 1784 il professore svedese Samuel Ödmann sostenne che la furia combattiva di Berserker e Úlfheðnar era probabilmente indotta dall'assunzione di piccole quantità di A. muscaria[15], ma le fonti storiche contemporanee non ne fanno alcuna menzione, motivo per cui tale affermazione può considerarsi una mera leggenda metropolitana.
- In Siberia solo in tempi recenti il suo uso è stato sostituito da quello della vodka[16].
- Schultes e Hofmann riferiscono del rito di bere l'urina: si usava bere l'urina di chi aveva usato il fungo, anche per cinque o sei passaggi; questo perché ogni passaggio, pur conservandone i principi psichedelici, eliminava parte delle sostanze tossiche in esso contenute.
- Nell'antichità l'amanita era anche stata oggetto di un florido commercio. Nelle zone in cui scarseggiava raggiungeva prezzi esorbitanti. Si racconta che i Coriachi non avrebbero esitato a scambiare una renna per un solo esemplare di Amanita muscaria; ciò spiegherebbe lo stretto legame tra la civiltà della renna e l'uso degli allucinogeni.
- All'inizio del Novecento Atkinson riferì di un procedimento di macerazione dell'A. muscaria per realizzare un preparato per uccidere le mosche, motivo per cui il fungo si sarebbe chiamato così.[17] Evidenze sperimentali hanno però dimostrato che non tutte le mosche che bevono tale preparato muoiono, ma una percentuale presenta disturbi del comportamento. È stato tuttavia appurato che l'assunzione di alcune specie di Amanita inibisce la crescita delle larve di Drosophila melanogaster.[18]

## Galleria d'immagini

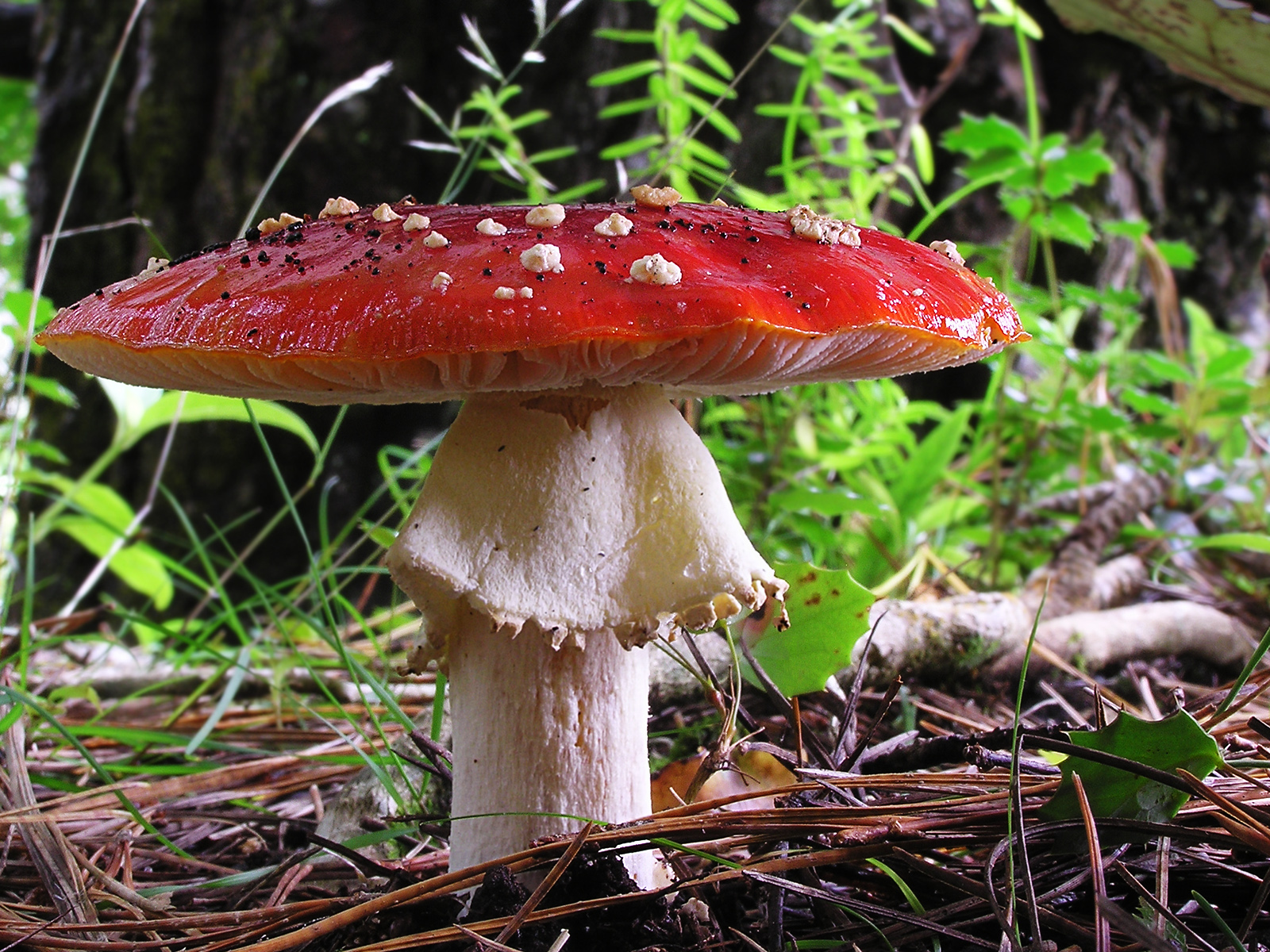
Amanita Muscaria, Nuova Zelanda
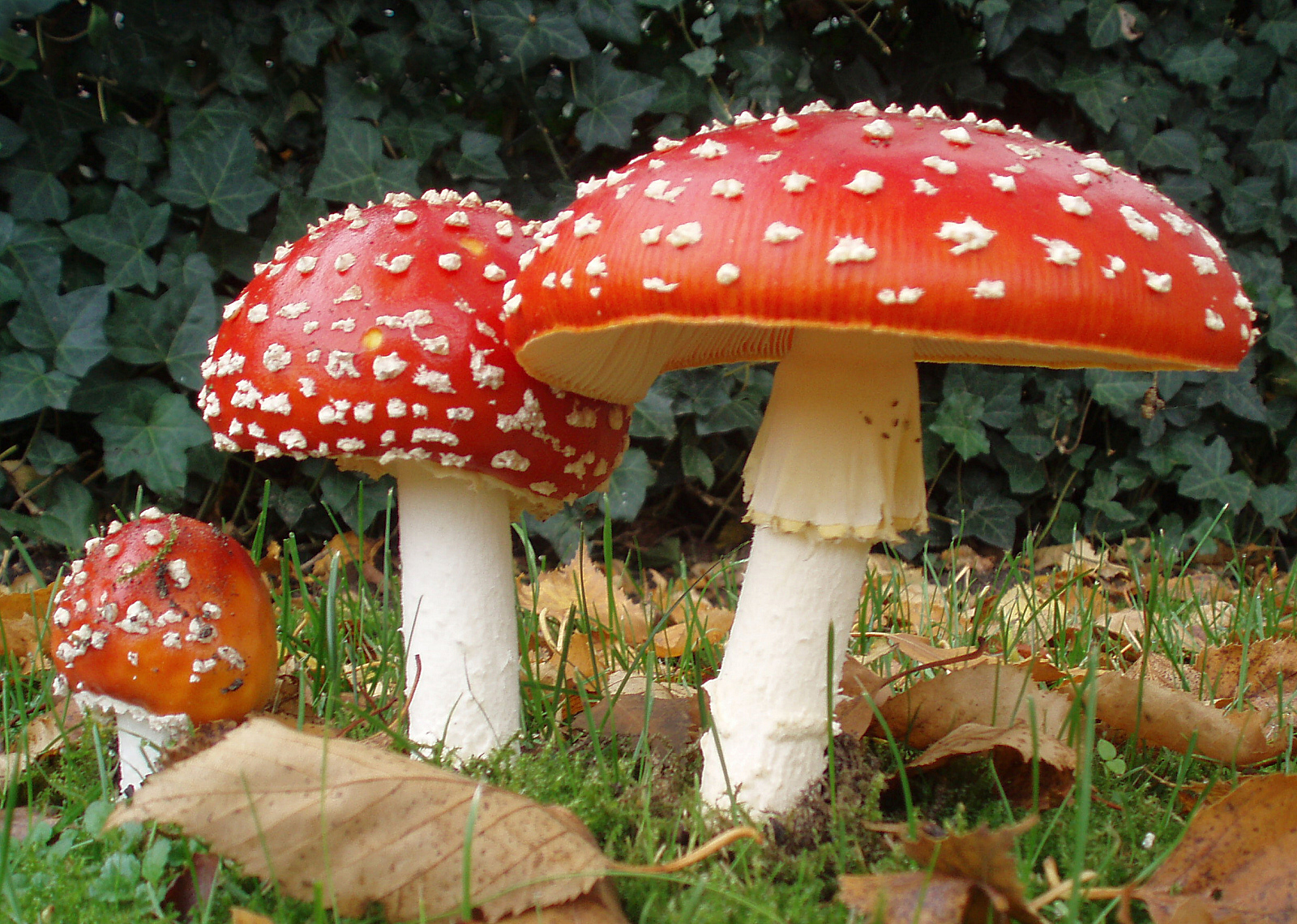
Gruppo di Amanita muscaria
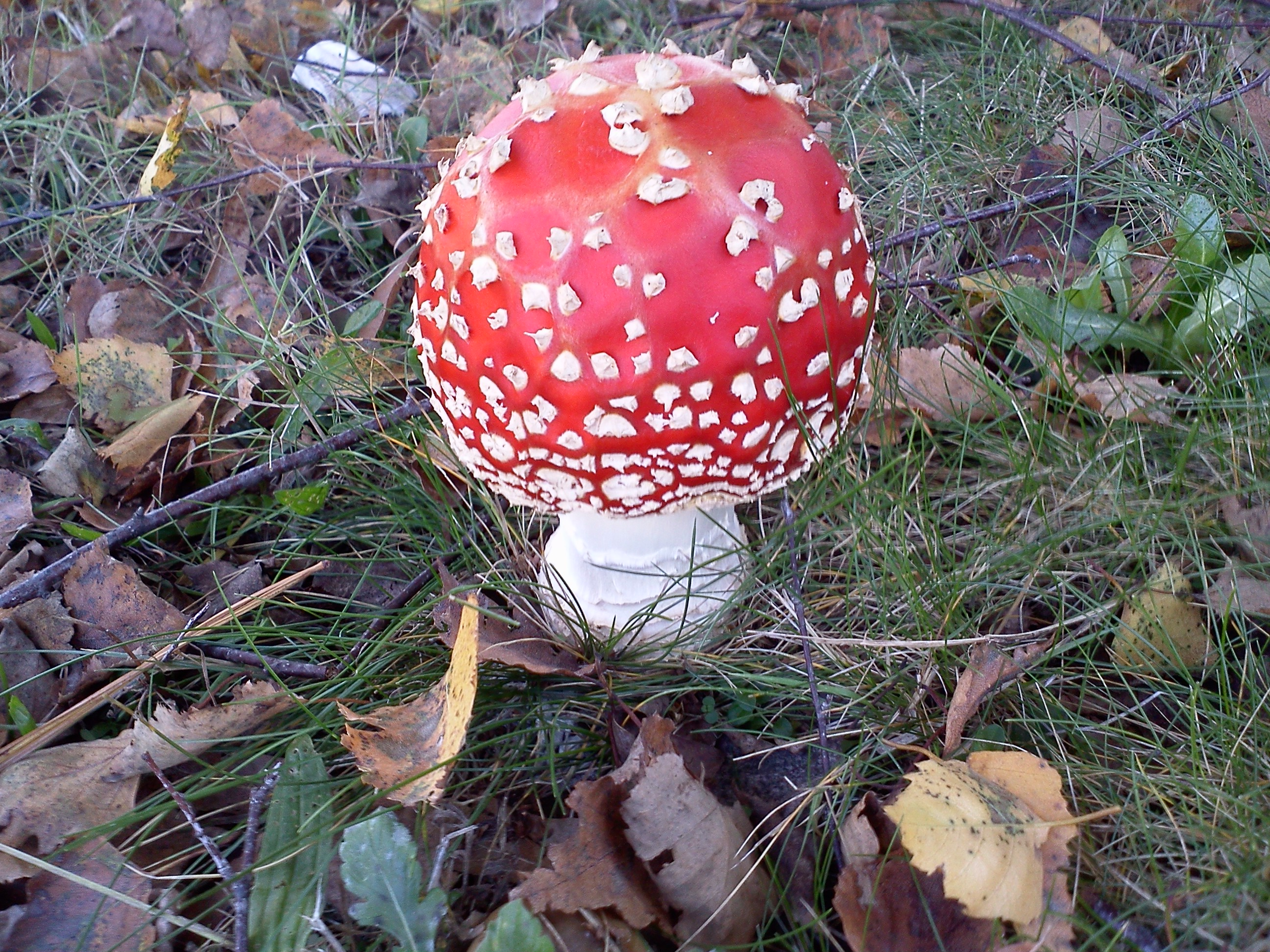
Un'Amanita muscaria - Olgiate Comasco (CO)
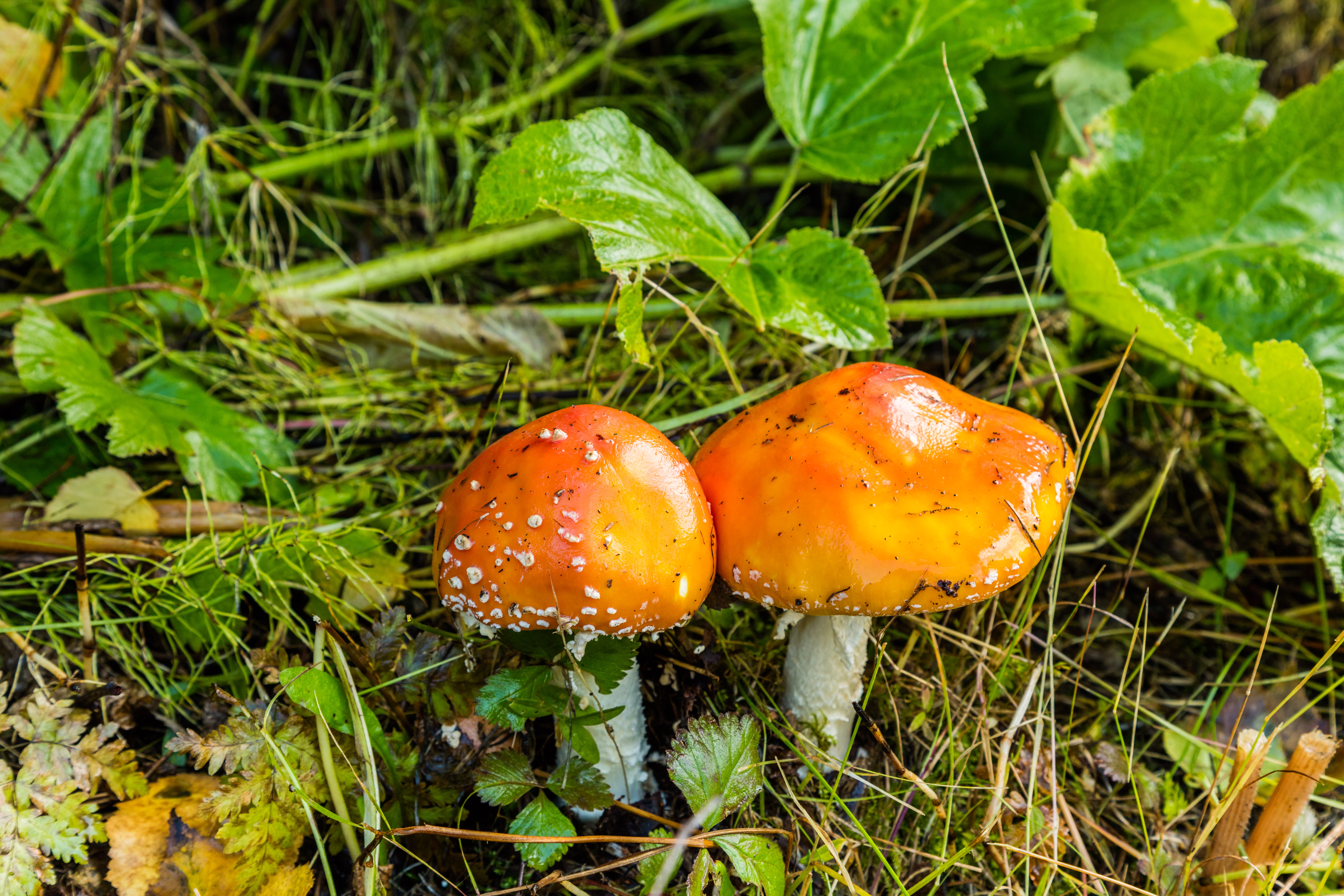
Esemplari in Eagle River Park, Anchorage, Alaska, Stati Uniti
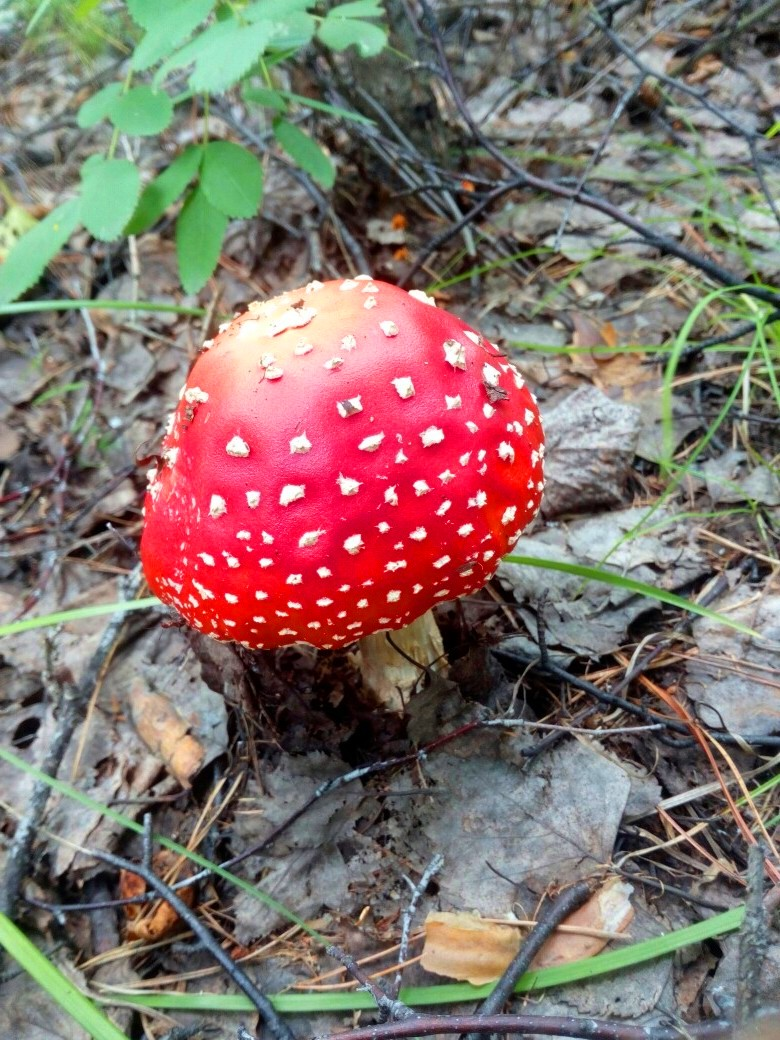
Amanita muscaria. Siberia orientale